# Bartholomeus Columbus

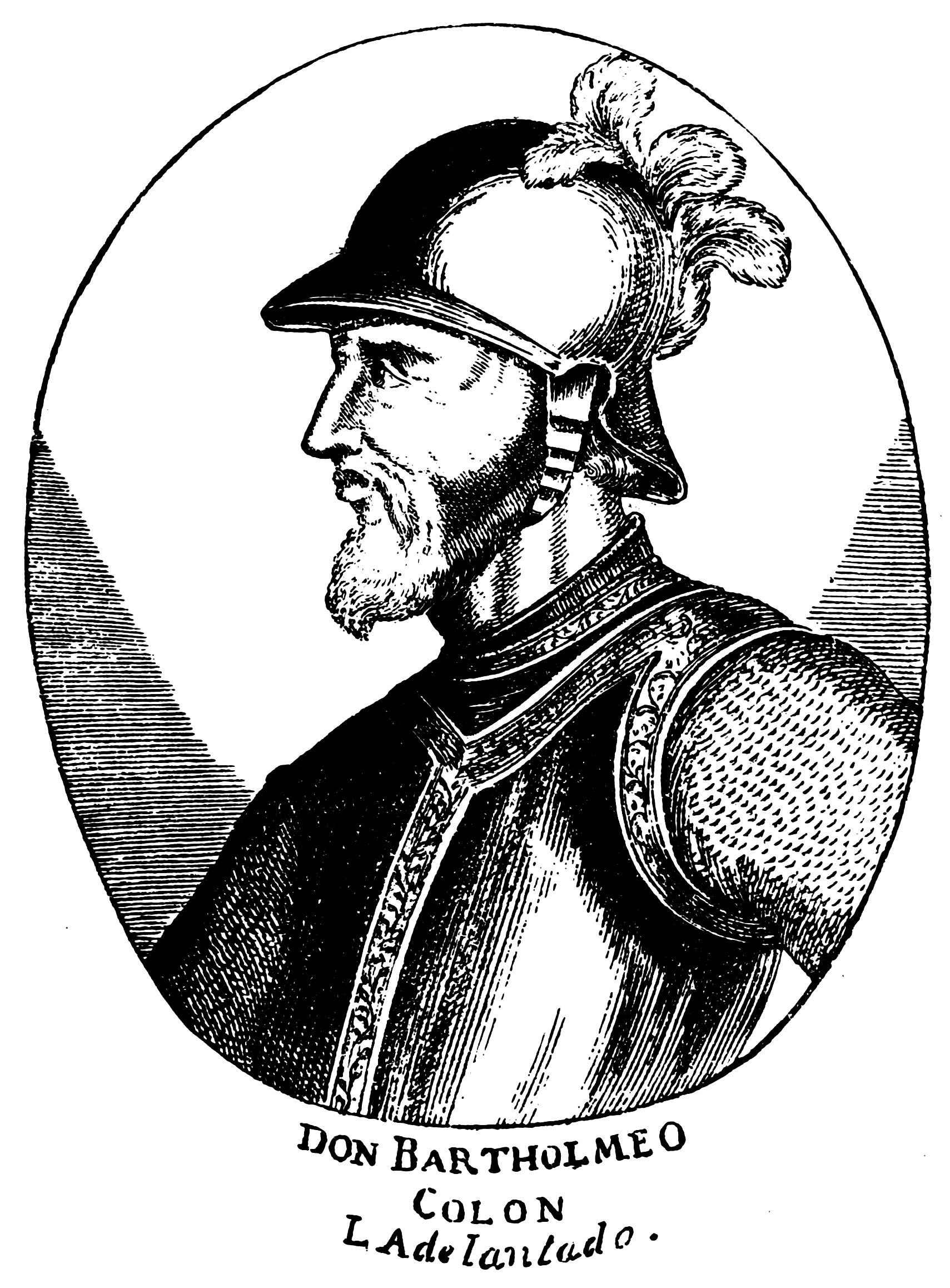
Bartholomeus Columbus

Bartholomeus Columbus (Genuees: Bertomê Corombo; Spaans: Bartolome Colón, Italiaans: Bartolomeo Colombo) (Genua, ca. 1461 - Santo Domingo, ca. 1515) was een ontdekkingsreiziger en de jongere broer van Christoffel Columbus.
In de jaren 1470 was Bartholomeus cartograaf in Lissabon, het belangrijkste centrum van de cartografie van die tijd, en bedacht met zijn broer de "Onderneming van Indië", een poging om de Oriënt te bereiken via een westelijke in plaats van een oostelijke route, en om controle te verkrijgen over de lucratieve handel in specerijen. In de late jaren 1480 vestigde Bartholomeus zich in Frankrijk en zijn broer in Spanje. Hier probeerden zij hun vorsten - Karel VIII van Frankrijk, Isabella I van Castilië en Ferdinand II van Aragon - te overtuigen van hun doel.
Toen in 1493 het bericht kwam dat het zijn broer was gelukt, ging Bartholomeus terug naar Spanje, waar hij Christoffel miste omdat die al weg was op zijn tweede reis. Bartholomeus reisde, gefinancierd  door de kroon, in 1494 naar Hispaniola om zich bij zijn broer aan te sluiten. Hij bleef zes en een half jaar (1494-1500) op het eiland als kapitein op een van de schepen, en als gouverneur met de titel van Adelantado (door de koning aangesteld) tijdens de afwezigheid van zijn broer. Hij stichtte op Hispaniola de stad La Nueva Isabela en begon met de bouw van Santo Domingo tussen 1496 en 1498, wat nu de hoofdstad van de Dominicaanse Republiek is. Hij werd door Francisco de Bobadilla gevangengenomen, samen met Christoffel en een andere broer, Giacomo (ook wel Diego), en keerde terug naar Spanje in december 1500. Na het koninklijk pardon van Christoffel vergezelde Bartholomeus hem op de laatste van zijn vier reizen.
Na de dood van Christoffel in 1506 vertrok Bartholomeus weer naar de Antillen om zijn neef Diego te begeleiden. Bartholomeus ging al snel terug naar Spanje: de koning bevestigde zijn concessie met betrekking tot het eiland Mona in de buurt van Puerto Rico, maar de koning wilde het eiland terug van zijn erfgenamen na de dood van Bartholomeus. Hij overleed op 12 augustus 1514 na te zijn teruggekeerd naar Hispaniola.
Bartholomeus Columbus is de vader van een onwettige dochter, genaamd Maria en geboren in 1508.